# Saison 1991-1992 du Nîmes Olympique
Chronologie
Saison précédente Saison suivante
La saison 1991-1992 du Nîmes Olympique est la trente-deuxième saison de l'histoire du club gardois en Championnat de France de première division, ceci après avoir terminé vice-champion de Division 2 à l'issue de la saison 1990-1991. Cette saison marque ainsi le retour du club en première division, sept ans après l'avoir quittée.

## Compétitions

### Championnat

#### Classement final et statistiques
Le Nîmes Olympique termine ainsi le championnat à la quinzième place avec 9 victoires, 14 matchs nuls et quinze défaites. Une victoire rapportant deux points et un match nul un point, le club totalise 32 points soit quatre de plus que le premier reléguable du classement, l'AS Cannes. Les Nîmois ont la dix-septième attaque du championnat avec 31 buts marqués à égalité avec le LOSC Lille, et la dix-septième défense avec 50 buts encaissés à égalité avec le FC Sochaux-Montbéliard. Le Nîmes Olympique est l'avant-dernière meilleure formation à domicile (19 points) et la dixième à l'extérieur (13 points). Sur un total de 38 journées de championnat, le Nîmes Olympique est reléguable au classement une seule fois, lors de la septième journée.
Nîmes est ainsi maintenu en première division pour la saison suivante. L'Olympique de Marseille, étant champion de France au terme de la compétition, est qualifié pour la Ligue des champions 1992-1993. L'AS Monaco, le Paris Saint-Germain et l'AJ Auxerre, respectivement deuxième, troisième et quatrième, obtiennent leur qualification pour disputer la Coupe UEFA 1992-1993. En raison de sa victoire dans la seule demi-finale disputée en Coupe de France lors de cette saison, la FFF inscrit comme représentant français en Coupe d'Europe des vainqueurs de coupe 1992-1993, l'AS Monaco. Le club monégasque participant donc à cette compétition, la place vacante en Coupe UEFA est ainsi récupérée par le SM Caen, cinquième du championnat. Les deux clubs relégués en Division 2 1992-1993 sont l'AS Cannes et l'AS Nancy-Lorraine.
Extrait du classement de Division 1 1991-1992
| Rang                            | Équipe             | Pts | J  | G  | N  | P  | Bp | Bc | Diff |
| ------------------------------- | ------------------ | --- | -- | -- | -- | -- | -- | -- | ---- |
| 15                              | Nîmes Olympique    | 32  | 38 | 9  | 14 | 15 | 31 | 50 | -19  |
| 16                              | Olympique lyonnais | 31  | 38 | 10 | 11 | 17 | 25 | 39 | -14  |
| 17                              | FC Sochaux         | 31  | 38 | 9  | 13 | 16 | 35 | 50 | -15  |
| 18                              | Stade rennais      | 29  | 38 | 6  | 17 | 15 | 25 | 42 | -17  |
| 19                              | AS Cannes          | 28  | 38 | 8  | 12 | 18 | 34 | 48 | -14  |
| 20                              | AS Nancy-Lorraine  | 28  | 38 | 10 | 8  | 20 | 43 | 67 | -24  |
| Relégué en Division 2 1992-1993 |                    |     |    |    |    |    |    |    |      |

## Affluence et couverture médiatique

### Affluence
L'affluence moyenne du club à domicile est de 12 240 spectateurs. Il s'agit de la sixième meilleur affluence du championnat, loin derrière l'Olympique de Marseille et le Paris Saint-Germain qui sont suivis à domicile par une moyenne de 28 995 et 26 606 spectateurs respectivement. À l'extérieur, le Nîmes Olympique est le huitième club le plus suivi du championnat avec 11 300 spectateurs derrière notamment Marseille qui avec 23 147 spectateurs en moyenne loin de ses bases, est l'équipe la plus suivie du championnat.
Le record d'affluence de la saison à domicile du club gardois est réalisé avec la réception de l'Olympique de Marseille de l'entraîneur belge Raymond Goethals : près de 22 365 spectateurs assistent à la rencontre. Les spectateurs viennent pour soutenir le Nîmes Olympique mais aussi pour voir l'équipe de Marseille, alors au sommet de sa popularité en France après avoir atteint la finale de la Coupe des clubs champions européens 1990-1991 et les huitièmes de finale de la Coupe des clubs champions européens 1991-1992.
En Coupe de France, le Nîmes Olympique ne joue aucun de ses deux matchs à domicile.
Affluence du Nîmes Olympique à domicile en championnat